# Chandler Burr
Chandler Burr (né le 30 décembre 1963) est un journaliste américain, auteur et conservateur de musée. Depuis décembre 2010, il est conservateur de l'art olfactif au musée d'art et de design à New York.
Né à Chicago et ayant grandi à Washington, il a obtenu une maîtrise en théorie économique internationale et d'étude politique japonaise à l'Ecole Paul H. Nitze des Hautes Études Internationales (SAIS), à Johns-Hopkins. Il vit à New York.

## Livres et publications
En 1993, Burr a écrit l’histoire de couverture "L'homosexualité et la biologie" de The Atlantic.L’article est devenu la base pour son premier livre (en) "A Separate Creation: The Search for the Biological Origins of Sexual Orientation" (Une Création à part : La recherche des origines biologiques de l'orientation sexuelle) (1997). Burr a comparé les profils cliniques de l'orientation sexuelle et de l’orientation manuelle, et a trouvé que la meilleure analogie pour décrire l’hétérosexualité et l'homosexualité est d'être droitier ou gaucher.
En 2003, son livre The Emperor of Scent, raconte la création par le biophysicien franco-italien Luca Turin (en) d’une nouvelle théorie sur le fonctionnement de l'odorat. Il a été traduit en français par Olivier Versini et publié sous le titre L'Homme qui entend les parfums aux éditions Autrement.
En mars 2005, Chandler Burr a publié dans le magazine The New Yorker l'histoire de la création par l’artiste olfactif Jean-Claude Ellena, qu'il avait suivi pendant un an à Paris et à Grasse, du parfum "Un Jardin sur le Nil" pour la Maison Hermès.
À la suite de cet article, en 2006, Stefano Tonchi, éditeur du New York Times Sunday Magazine et de T Magazine a demandé à Chandler Burr de créer la première rubrique artistique sur le parfum : "Scent Notes", rubrique qu'il tiendra jusqu'à son entrée au Musée. Pour Stefano Tonchi : "The Times sera le premier journal à avoir un critique d’art qui ecrit sur le médium des senteurs et les parfums en tant que d’œuvres d’art comme on critique les films, les livres, et le théâtre.".
En 2008, Chandler Burr a publié The Perfect Scent: A Year Inside the Perfume Industry in Paris & New York. Il raconte l'histoire de la création du parfum "Nil" par Jean-Claude Ellena à Paris et Grasse, et de la création de "Lovely" par Sarah Jessica Parker à New York.
Chandler Burr a publié son premier roman en 2009 : You Or Someone Like You.

## Musée olfactif
Chandler Burr a créé en 2010 le département des arts olfactifs du musée d'art et de design à New York. Pour sa première exposition (L'Art de parfum 1889-2011, 22 novembre 2012 – 3 mai 2013), il a exposé douze œuvres sélectionnées parmi les parfums les plus importants de créateurs du XIXe au XXIe siècle, tels que Jean-Claude Ellena, Ernest Beaux, et Jacques Cavallier. Il a affirmé au New York Times sa volonté d'exposer le parfum nu, sans flacon ni packaging : « Le parfum c’est l'œuvre d'art. Je suis contre le photon. Si vous avez à le voir, ça ne m’intéresse pas. »

## Bataille juridique pour l'adoption
Le 23 mars 2011, Chandler Burr a légalement adopté deux frères colombiens de 8 et 13 ans. Cependant, le 1er avril 2011, l'ICBF (Instituto Colombiano de Bienestar Familiar), organisme colombien de protection de l'enfance, a accusé Chandler Burr d'enlèvement des enfants, en affirmant avoir appris son orientation sexuelle le 31 mars. Diego Molano Aponte, Directeur de l'ICBF, a expliqué au journal El Tiempo : "Burr a communiqué à l'ICBF son orientation sexuelle [en mars], et l'ICBF, qui ne connaissait pas cette information, a pris des mesures pour protéger les enfants.".
La bataille juridique menée par l’avocat colombien Rodrigo Uprimny contre l'ICBF a permis à Chandler Burr de ramener ses enfants le 12 décembre 2011, et, le 22 mai 2012, la Cour Suprême de la Colombie (la Corte Constitucional) a confirmé l'adoption et affirmé que l'orientation sexuelle n’est pas un facteur pertinent pour l'aptitude d'une personne à adopter, décision confirmée en juin 2013.

## Dîners Senteurs
Chandler Burr organise dans le monde entier des Dîners Senteurs, qui associent la haute cuisine et les grands parfums.